# 山腳 (臺中市龍井區)
山腳，是臺灣臺中市龍井區的一個傳統地域名稱，位於該區北部偏東。相較於今日行政區，其範圍大致包括山腳里、忠和里東部。

## 歷史
台灣清治末期，山腳地區為一街庄，稱為「山腳庄」，隸屬於大肚中堡。該庄北與鴨母藔庄、沙轆庄為鄰，東與南勢坑庄為鄰，南邊中央及東側為龍目井庄，南邊西側及西邊為三塊厝庄。
1901年（日明治三十四年）11月，全台廢縣廳改設二十廳，該庄隸屬於臺中廳。1903年（明治三十六年）6月，該庄編入「龍目井區」，仍隸屬於臺中廳。1909年（明治四十二年）10月，全台二十廳合併為十二廳，龍目井區隸屬不變。1920年（大正九年），全台地方制度大改正，該庄改制並雅化為「山腳」大字，隸屬於臺中州大甲郡龍井庄。
戰後龍井庄改制為龍井鄉，隸屬於臺中縣，大字亦改制為村。1950年10月，中、彰、投分治，龍井鄉隸屬不變。2010年12月，隨著臺中縣、市合併為直轄臺中市，龍井鄉改制為龍井區，村亦改制為里。

## 聚落
本地區發展較早的聚落為山腳，在日治期初期的官方地圖上已有記載。此外，本地區尚有鷺山、高園子等聚落。

## 交通
台鐵海線大致以北北東—南南西走向經過山腳地區東部。境內未設站，北側最近的是沙鹿車站，屬二等站，各級列車均有停靠；南側最近的是龍井車站，屬三等站，主要停靠區間車。由此等可前往台鐵沿線各站。
省道台1線（中華路一段）又稱「縱貫公路」，是台北至屏東楓港的台灣西部傳統平面幹道，大致以北北東—南南西走向經過本地區中部。由該道路向北北東可前往梧棲、清水、大甲、苑裡等地，向南南西轉東偏南再轉南經龍井市區可前往大肚、彰化、花壇、大村等地。
市道136號（向上路八段～七段）是臺中市龍井區至南投縣國姓鄉龜溝的道路，大致以西北西—東南東走向轉西北—東南走向經過本地區北部邊界地帶。由該道路向西北西可前往鴨母寮西南端省道台17線路口，向東南經國道3號龍井交流道後可前往龍井東部、大肚東北部邊界地帶、南屯、台中市中心、太平、國姓並止於省道台14線路口。
區道中59線（中央路一段）是菁埔至海埔子的道路，大致以北北東—南南西走向經過本地區西北部邊界外緣。由該道路向北北東可前往鴨母寮、大庄、大槺榔與社口交界地帶、秀水、四塊厝、三塊厝的菁埔並止於省道台1線路口，向南南西可前往三塊厝、福頭崙東南部的田尾厝並止於區道中62線路口。

## 學校
- 龍山國小
- 大肚堡會戰